# Inseguitore solare

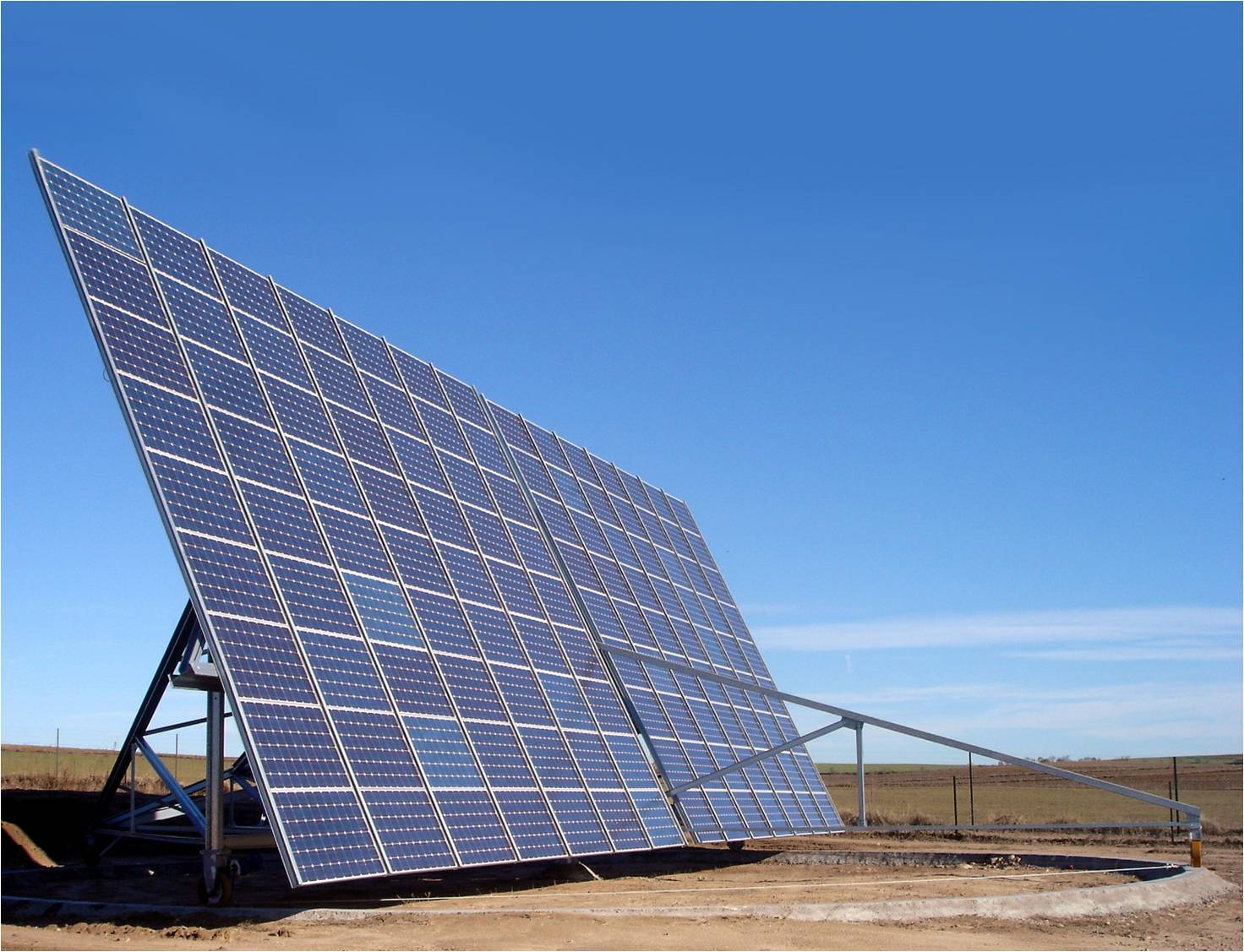
Inseguitori a due gradi di libertà, Toledo, Spagna.

Un inseguitore solare è un dispositivo meccanico-automatico atto ad orientare favorevolmente rispetto ai raggi del Sole un pannello fotovoltaico, un pannello solare termico oppure un concentratore solare, aumentando la potenza dell'energia solare captata e dunque la resa effettiva del dispositivo energetico. Un tipo di inseguitore solare è l'eliostato. Storicamente i primi sistemi solari ad inseguimento sono stati quelli presenti in orbita sui satelliti artificiali sui rispettivi pannelli solari.

## Descrizione
Lo scopo principale di un inseguitore è quello di massimizzare l'efficienza del dispositivo ospitato a bordo.
Nel campo fotovoltaico i moduli montati a bordo di un inseguitore vengono generalmente disposti geometricamente su un singolo pannello, pratica che evita l'impiego di un inseguitore per ogni singolo modulo.
Nel campo della concentrazione solare un inseguitore è utile a mantenere costante il punto di fuoco generato dal paraboloide sull'elemento di canalizzazione del liquido da riscaldare. Tanto maggiore è l'allineamento perpendicolare con i raggi solari tanto maggiore sarà l'efficienza di conversione e l'energia prodotta a parità di superficie, tanto minore sarà la superficie di pannello solare necessaria a parità di potenza richiesta, tanto minori saranno i costi di impianto.

### Vantaggi e svantaggi
In tutti i casi citati i lati negativi degli inseguitori solari si manifestano nei problemi meccanici a cui vanno inevitabilmente incontro con l'usura del tempo, con i conseguenti fermi impianto causati. I servomeccanismi degli inseguitori sono organi poco sollecitati, ma sottoposti per loro natura a condizioni atmosferiche gravose per almeno 20 anni. A questi limiti è necessario far fronte predisponendo un oculato programma di manutenzione sia su base temporale che a seguito di rilievi da effettuare in concomitanza con ogni fase di pulizia dell'impianto.
Il consumo elettrico delle componenti elettroniche è trascurabile in un moderno sistema correttamente progettato, quello delle componenti meccaniche può essere sensibile solo in impianti di piccola potenza o che beneficiano di scarsa irradiazione per particolari condizioni orografiche o climatiche.
La manutenzione ordinaria è in genere semplice, e in campo fotovoltaico beneficia di una minor sensibilità dell'effetto fotovoltaico alla polvere depositata sulla superficie dei moduli, grazie al miglior angolo medio di incidenza dei raggi solari.
La casistica finora disponibile attesta come il campo di impiego più proficuo per gli inseguitori solari sia quello dei grandi impianti a terra.
Anche per questo motivo in Italia gli inseguitori solari non hanno incontrato la diffusione presente in paesi di maggior estensione, come Germania o Spagna.
Riconoscendo incentivi specifici agli impianti a concentrazione, in continuo progresso (NREL-validated world-record efficiency of 43.5 percent) e per i quali l'inseguimento è obbligato, il titolo IV del Quarto Conto Energia 2011 però favorirà un mutamento d'orientamento del mercato.

## Classificazione
In base alle loro caratteristiche costruttive, gli inseguitori solari vengono suddivisi in base a:
- Gradi di libertà offerti;
- Alimentazione fornita al meccanismo di orientamento;
- Tipologia di comando elettronico.

### Gradi di libertà
Gli inseguitori solari sono in grado di offrire al pannello una libertà di movimento mono o biassiale.

#### Inseguitori ad un grado di libertà

##### Asse X
Gli inseguitori di tilt (ovvero beccheggio) sono i più semplici da realizzare, e ruotano attorno all'asse est-ovest.
Il pannello viene sollevato o abbassato (in genere manualmente due volte l'anno) verso l'orizzonte in modo che l'angolo rispetto al suolo sia statisticamente ottimale in base alla stagionalità.
All'atto pratico un inseguitore di tilt viene realizzato impiegando profili meccanici telescopici in modo da sollevare o abbassare il pannello fotovoltaico rispetto all'orizzonte.
Concettualmente simili al ripiano sollevabile di un banco di scuola, questi inseguitori offrono un incremento di produzione inferiore al 10%, tanto da giustificare raramente un servomeccanismo.

##### Asse Y
Gli inseguitori di rollio si prefiggono di seguire il sole lungo la volta celeste nel suo percorso quotidiano, a prescindere dalla stagione di utilizzo.
In questo caso l'asse di rotazione è nord-sud, mentre l'altezza del sole rispetto all'orizzonte viene ignorata.
Questi inseguitori sono particolarmente indicati per i paesi a bassa latitudine (Italia compresa, specialmente al sud), in cui il percorso del sole è mediamente più ampio durante l'anno.
La rotazione richiesta a queste strutture è più ampia del tilt, spingendosi a volte fino a ±60°.
Questi inseguitori fanno apparire ogni fila di moduli fotovoltaici come uno spiedo orientato verso l'equatore.
Questo tipo di inseguitore riesce ad avere prestazioni superiori rispetto agli inseguitori lungo l'asse X, e permette di aumentare la produzione di energia di un 15% circa, rispetto ad un sistema fotovoltaico fisso.
Una caratteristica avanzata di questi inseguitori è detta backtracking, e risolve il problema degli ombreggiamenti che inevitabilmente le file di moduli fotovoltaici causano all'alba e al tramonto sollevandosi verso l'orizzonte.
Questa tecnica prevede che i servomeccanismi orientino i moduli in base ai raggi solari solo nella fascia centrale della giornata, ma invertano il tracciamento a ridosso di alba e tramonto.
La posizione notturna di un campo fotovoltaico con backtracking è perfettamente orizzontale rispetto al suolo, e dopo l'alba il disassamento dell'ortogonale dei moduli rispetto ai raggi solari viene progressivamente ridotto mano a mano che le ombre lo permettono.
Prima del tramonto viene eseguita un'analoga procedura al contrario, riportando il campo fotovoltaico in posizione orizzontale per il periodo notturno.

##### Asse Z
Gli inseguitori di azimut (ovvero imbardata) dispongono di un grado di libertà con asse zenit-nadir.
Per ottenere ciò il pannello viene montato a bordo di una base rotante servoassistita, complanare al terreno.
L'incremento di produzione elettrica risultante è approssimativamente pari al 25%.

##### Asse Polare
Gli inseguitori ad asse polare si muovono su un unico asse inclinato rispetto al suolo e circa parallelo all'asse di rotazione terrestre. Tale asse è simile a quello attorno al quale il sole disegna la propria traiettoria nel cielo. L'asse è simile ma non uguale a causa delle variazioni dell'altezza della traiettoria del sole rispetto al suolo nelle varie stagioni. Questo sistema di rotazione del pannello attorno ad un solo asse riesce quindi a tenere il pannello circa perpendicolare al sole durante tutto l'arco della giornata (sempre trascurando le oscillazioni estate-inverno della traiettoria del sole) e dà la massima efficienza che si possa ottenere con un solo asse di rotazione.

#### Inseguitori a due gradi di libertà

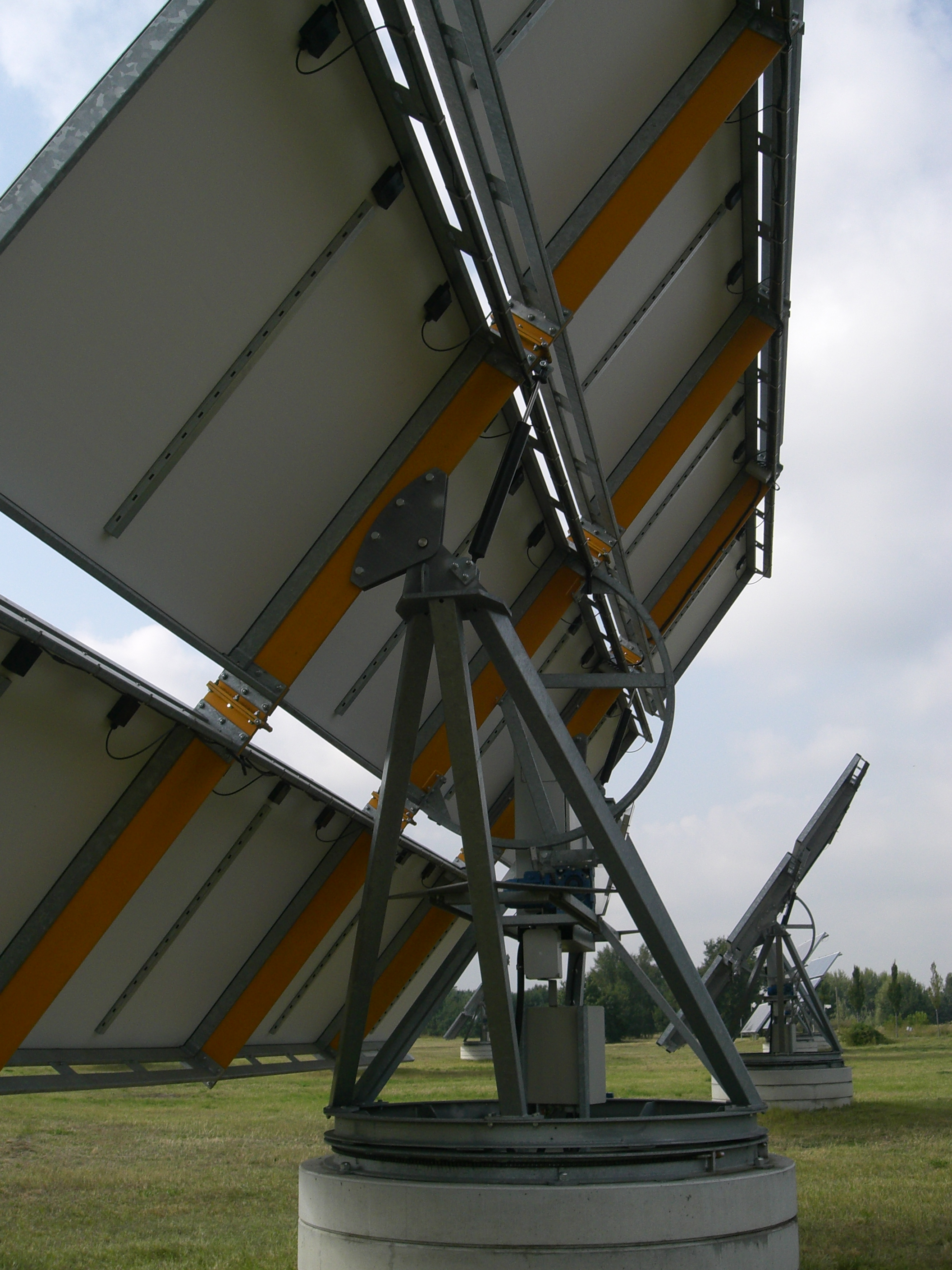
Un inseguitore solare biassiale

Gli inseguitori più sofisticati dispongono di due gradi di libertà, con cui si prefiggono di allineare perfettamente e in tempo reale l'ortogonale dei pannelli fotovoltaici con i raggi solari.
Il modo più economico, ma non l'unico, per realizzarli è montare un inseguitore a bordo di un altro.
Con questi inseguitori si registrano aumenti di produzione elettrica che raggiungono anche il 35%-40%, a fronte però di una maggior complessità costruttiva.

### Alimentazione
In base all'alimentazione necessaria al movimento degli inseguitori, possiamo suddividerli in:
- Inseguitori attivi, nel caso vengano messi in movimento da motoriduttori;
- Inseguitori passivi, nel caso vengano messi in movimento da fenomeni fisici autonomi, quale la dilatazione termica di gas o quant'altro.

### Tipologia di comando
Gli inseguitori attivi si distinguono a loro volta, in base alla tipologia del comando elettronico che pilota il movimento, in:
- astronomico, in cui il comando viene elaborato a partire dai dati delle effemeridi del sole riferite alle coordinate del sito d'impianto; questa tipologia di pilotaggio garantisce una maggior produttività riferita alla luce diretta ed è indispensabile nel caso si utilizzino moderne cellule CPV Concentrated photovoltaics, in cui rapporto superficie/radiazione solare intercettata va da 1:2 ad 1:400 e più (colloquialmente "2-400 e + soli");
- a rilevamento, in cui il comando è generato sulla base delle informazioni di un sensore, che individua la posizione del punto più luminoso nel cielo; questa tipologia di pilotaggio garantisce una maggior produttività nel caso si utilizzino le cellule tradizionali, in cui il rapporto superficie/radiazione solare intercettata è pari a 1:1 (colloquialmente: "un sole") e che sono efficienti anche in mancanza di luce diretta, perché in parte sensibili alla luce diffusa o riflessa.

## Curiosità
A livello hobbistico, in particolare in territorio statunitense, data la relativa semplicità nel mettere in pratica il concetto di estrarre energia dai raggi solari, è diffusa l'usanza di sperimentare e realizzare, al fine di produrre acqua calda ed energia elettrica ad uso personale e per la propria abitazione, il fotovoltaico e i due tipi di concentratori solari: il paraboloide ed il forno a specchi; addirittura sono stati realizzati piccoli sistemi portatili, in definitiva i più semplici da realizzare. Anche la parte elettronica, costituita dal sensore di posizione del sole, necessario al pilotaggio dei motori per il movimento, è stata sviluppata in modo intelligente sfruttando componentistica per altri usi, economica ma efficace.